# Martin Liebscher
Martin Liebscher (* 2. Oktober 1964 in Naumburg) ist ein deutscher Künstler und Fotograf.

## Biografie
Liebschers Vater ist der Keramiker Frank-Rainer Liebscher. Nach der Flucht der Familie aus der DDR wuchs Liebscher in Speyer auf und studierte von 1990 bis 1995 bei Thomas Bayrle und Martin Kippenberger an der Städelschule in Frankfurt am Main. 1993 besuchte er die Slade School of Fine Art in London, 1996 wurde er Meisterschüler bei Thomas Bayrle.
Liebscher lebt momentan in Berlin.
Im Wintersemester 2007 übernahm Liebscher eine Professur an der Hochschule für Gestaltung Offenbach im Bereich Fotografie. Seit April 2009 kuratiert er den Ausstellungsraum »HfG Offenbach : Satellit Berlin«. Dort haben Studenten der HfG Offenbach die Möglichkeit, für jeweils einen Monat in Berlin ausstellen und wohnen zu können. Zusammen mit Anne-Marie Beckmann rief er 2010 den Deutsche Börse + HfG Fotoförderpreis ins Leben, der anlässlich des 13. HfG Rundganges erstmals verliehen wurde. Der Jury gehörten die renommierte Fotografin Barbara Klemm, Anne-Marie Beckmann, Kuratorin der Deutsche Börse AG und Bernd Kracke, Präsident der HfG Offenbach, an. Als erster Preisträger wurde Oliver Dignal für seine Serie »Tuck« ausgezeichnet.

## Werk
Liebschers großformatige Fotografien basieren auf der digitalen Montage freigestellter Aufnahmen seiner Person in verschiedensten Posen. Diese als „Familienbilder“ bezeichneten Selbstinszenierungen werden thematisch an unterschiedlichen Orten wie z. B. in Büros, Theater- und Konzertsälen, Stränden, Fabriken oder im Börsensaal aufgenommen und schließlich am Computer neu in diese Räume einkopiert und zusammengesetzt. Sein 1995 entstandenes „längstes Gruppenbild mit einer Person“ fand mit einer Gesamtlänge von 37 Metern einen Eintrag in das Guinness-Buch der Rekorde.

### Preise und Stipendien
- 1993–95 Studienstiftung des deutschen Volkes, Bonn
- 1996 Hans-Purrmann-Preis der Stadt Speyer
- 1997–98 MAK-Schindler Stipendium im Mackey Apartment House Center Los Angeles des MAK
- 1998 Weltrekord, Das längste Gruppenfoto der Welt, Guinness-Buch der Rekorde
- 1999 1. Kunstpreis der Frankfurter Welle; Förderpreis für Fotografie, Rheinland-Pfalz; Kunstpreis der Volksbank
- 2007 ADC-Auszeichnung für das Buch A Man with Opportunities
- 2010 Deutscher Fotobuchpreis für das Buch »Einer für alle«[5]

## Ausstellungen (Auswahl)

### Einzelausstellungen
- 1994 	Liebscher-Lehanka besucht London, City Racing, London, England (Katalog)
- 1994     Liebscher-Lehanka besucht Langenhagen, Videodokumentation
- 1995 	WRMM, Galerie Arbeitsplatz, Heidelberg (Katalog)
- 1996 	Loose Lips Sink Ships, Galerie Voges + Deisen, Frankfurt / Main
  - Familientreffen, Friedensallee 12, Hamburg
  - X-ing, Stefan Stux Gallery, New York
  - Begegnungsstätte, Das längste Gruppenfoto der Welt,
  - Presseamt der Stadt Frankfurt am Main, Frankfurt / Main
- 1997 	Liebscherhaus, Kunstverein Speyer, Speyer (Katalog)
  - GROOV V, Michael Kapinos-Dogenhausprojekte, Berlin
- 1998 	Leebshers Bed & Breakfast, Mackey Apartment House, Los Angeles, USA
  - Autobahnkreuzungen, Schindler House – MAK Center, Los Angeles, USA
  - If you lived here, you’d be home by now, Galerie Voges + Deisen, Frankfurt / Main (Katalog)
- 1999 	Liebscher – eine Künstlerfamilie aus der Pfalz, Museum Pfalzgalerie Kaiserslautern, 
  - Kaiserslautern (Katalog)
  - TKO, Voges + Deisen_raumberlin, Berlin
- 2000 	Bensiiniä, Galleria Kari Kenetti, Helsinki, Finnland
  - visurbia, Kunstverein Ludwigshafen, Ludwigshafen / Rhein (Katalog)
  - drivebyshooting, Galerie Voges + Deisen, Frankfurt / Main
- 2001 	Auto, Kunsthalle Göppingen, Göppingen (Katalog)
  - 380, Galerie Cato Jans, Hamburg
- 2002 	Termiinikauppa, Galleria Kari Kenetti, Helsinki, Finnland
  - Liebscher Bros., 2. Triennale der Photographie, Hamburg
  - Originalschauplätze, Mysliwska und Ex’n’Pop, Berlin
  - …Liebscher, Voges + Partner Galerie, Frankfurt / Main
- 2003 	Kuratoren, Museum für Moderne Kunst, Frankfurt / Main
  - Liebscher Bros. & Friends, Kunsthalle Bremerhaven, Bremerhaven (Katalog)
  - Full House, Galerie Wohnmaschine, Berlin
  - Casino InterContinental, Artlounge, Hamburg
- 2004 	Mysliwska, Sammlung Deutsche Börse, Frankfurt / Main
  - Liebscherbräu, Kenetti@korjaamo, Helsinki, Finnland
- 2005 	Martin Liebscher’s Galaxie 500, Kunstverein Speyer, Feuerbachhaus,     Technikmuseum Speyer
- 2006 	Classic Rock, Institut für moderne Kunst im studio des zumikon, Nürnberg
  - Willkommen in Liebscher, Mannheimer Kunstverein, Mannheim
  - Grüße aus Japan, Voges + Partner Galerie, Frankfurt / Main
- 2007	Berlin, Galerie Wohnmaschine, Berlin
- 2009  Marburg, Kunstverein
- 2010: Voges Gallery, Frankfurt am Main

### Gruppenausstellungen
- 1991 	Virtuosen ihrer Zeit, Galerie Bärbel Grässlin, Frankfurt / Main (Katalog)
  - Give Me a Hand, before I Call You Back, Galerie Bleich-Rossi, Graz, Österreich (Katalog)
- 1992 	Ss. Ss. R., Galerie Bärbel Grässlin, Frankfurt / Main
- 1993 	The Lure of the Object, Goethe-Institut, London, England (Katalog)
  - European Photography Award, Bad Homburg
  - Chambre 763, Carlton Palace Hotel, Paris (mit Liebscher-Lehanka), Frankreich (Katalog)
- 1995 	444&222 TOO (Karaoke), South London Gallery, London, England
- 1996 	The Luminous Image, The Alternative Museum, New York, USA
  - I. Kunstinstallation 1996, mit Thomas Bahr, Bruno Feger, Nicole Guiraud, Annegret Hoffmann, Ingo Kühl, Vollrad Kutscher, Heinz te Laake, Hide Nasu, Michael Rögler, Niels Tofahrn und Michael Wolff, Arthur Andersen, Frankfurt / Main
- 1997 	Huge Garage Sale, MAK Center Los Angeles, Los Angeles, USA
- 1998 	Pfalz-Preis für Fotografie, Museum Pfalzgalerie Kaiserslautern, Kaiserslautern
- 1999 	Emy-Roeder-Preis, Kunstverein Ludwigshafen, Ludwigshafen / Rhein (Katalog)
  - Save the day!, Museum für Moderne Kunst Frankfurt, Frankfurt / Main (Katalog)
  - Fotobücher von Künstlern, 1. Triennale der Photographie / Künstlerhaus, Hamburg
  - Im Spiegel der Zeit, Kunstverein Schloss Plön, Plön
  - D – A – CH, Bengerpark, Bregenz, Österreich / Semper Depot, Wien (Katalog)
  - Unidentified Fotografic Objects, Noorderlicht / Halte Kropswolde, Niederlande (Katalog)
- 2000 	XL Photography, Neue Deutsche Börse, Frankfurt / Main (Katalog)
  - one of those days, Mannheimer Kunstverein, Mannheim (Katalog)
  - Youth Welcomes the III Millennium, Central House of Artists, Moskau, Russland (Katalog)
  - Desert & Transit, Kunsthalle zu Kiel / Museum der bildenden Künste, Leipzig (Katalog)
  - Some Parts of this World, Helsinki Photography Festival, Finnland (Katalog)
- 2001 	True Fictions, Museum Bad Arolsen, Bad Arolsen
- 2002 	2. Triennale der Photographie, Hamburg (Katalog)
  - True Fictions, Kunstverein Lingen, Kunsthalle; Ludwig Forum, Aachen; Kunsthaus Dresden
- 2003 	XL Photography, CAC Málaga, Spanien
  - true fictions, Städtische Galerie Erlangen, Erlangen
  - Taktiken des Ego, Wilhelm Lehmbruck Museum, Duisburg
  - Lost in Tomorrow, Centro Cultural Andratx, Mallorca, Spanien
- 2004	Ich will, dass Du mir glaubst, 9. Triennale Kleinplastik, Fellbach (Katalog)
- 2005 	Horizontal Vertical, Kunsthalle Mannheim, Mannheim
  - 2LIVE, Koroska Fine Arts Gallery, Slovenj Gradec, Slowenien
- 2006 	Tokyo – Berlin / Berlin – Tokyo, Mori Museum, Tokyo, Japan
  - Blind Date, Galerie Kunstforum Seligenstadt „Altes Haus“, Seligenstadt
  - More than meets the eye, MARCO Museum, Monterrey, Mexiko; Mexiko-Stadt;
  - Bogota, Kolumbien; Lima, Peru; Santiago de Chile; Sao Paulo, Brasilien;
  - Buenos Aires, Argentinien (Katalog)
  - Täuschungsmanöver, Kunsthalle Würth, Schwäbisch Hall (Katalog)
  - Berlin – Tokyo / Tokyo – Berlin, Neue Nationalgalerie, Berlin (Katalog)
  - All the Best, Singapore Art Museum, Singapur (Katalog)

## Publikationen (Auswahl)

### Monografisch
- WRMM, Galerie Arbeitsplatz, Heidelberg 1995, Text von Christmut Präger
- Inside Out, Kunstverein Speyer, Speyer 1997, Text von Andreas Bee
- Liebschers Kunstkalender, Frankfurt / Main 1997/98, Text von Martin Pesch
- Martin Liebschers Familienbilder, Dölling und Galitz Verlag GmbH, Hamburg 1999, Text von Raimar Stange
- 1. Kunstpreis der Frankfurter Welle, Frankfurt / Main 1999, Text von Jean-Christophe Ammann
- Visurbia, Wunderhorn Verlag, Heidelberg 2000, Text von Barbara Auer
- Auto, Verlag der Kunsthalle Göppingen, 2001, Text von Bernd Finkeldey
- Liebscher Welt, Kehrer Verlag, Heidelberg 2002, Text von Andreas Spiegl
- Martin Liebscher’s Galaxie 500, Kunstverein Speyer 2005, Text von Andreas Bee
- Liebschers gute Fotobücher 1 – 8, 1996 – 2006
- A Man with Opportunities, Verlag der Buchhandlung Walter König, Köln 2007, Text von Thomas Wagner

### Andere
- Guinness-Buch der Rekorde, Mannheim 1998
- Save the day!, Museum für Moderne Kunst, Frankfurt / Main 1999
- 1. LIGA!, Museum Pfalzgalerie Kaiserslautern, Kaiserslautern 1999
- Desert & Transit, Kunsthalle Kiel, Museum der bildenden Künste, Leipzig 2000
- XL Photography, hatje/cantz, Ostfildern 2000
- Heimweh, Roman von Tim Staffel, Volk & Welt, Berlin 2000
- Moskau Photography Festival, Moskau 2000
- Some Parts of This World, Helsinki Photography Festival, Helsinki 2000
- one of those days, Mannheimer Kunstverein, Mannheim 2000
- reality-check, 2. Triennale der Photographie, Hamburg 2002
- XL Photography 2, hatje/cantz, Ostfildern 2003
- All the Best, Deutsche Bank, Singapur 2006
- Blind Date, Deutsche Bank, Frankfurt / Main 2006
- Täuschungsmanöver, Kunsthalle Würth, Schwäbisch Hall 2006
- Mehr als das Auge fassen kann, Deutsche Bank, Mexiko-Stadt 2006

## Film
- Der Traum vom Raum, arte TV, 30 Minuten, Dokumentation, Erstausstrahlung 28. Februar 2003

## Sammlungen (Auswahl)
- Deutsche Bank, Frankfurt
- Martin Liebscher bei der Deutsche Börse Photography Foundation
- Lehmbruck-Museum, Duisburg | Sammlung Würth, Schwäbisch Hall | City of Tampere, Finnland | Museum für Moderne Kunst, Frankfurt / M. | Commerzbank, Frankfurt / M. | Vereins- und Westbank, Hamburg | Deutsche Flugsicherung, Langen und Leipzig | Olympus Optical, Hamburg | West LB, London | Deutsche Bahn, Frankfurt / M.